# Velké Meziříčí (stacja kolejowa)
Velké Meziříčí – stacja kolejowa w miejscowości Velké Meziříčí, w kraju Wysoczyna, w Czechach Znajduje się na wysokości 440 m n.p.m.
Stacja nie posiada żadnych kas biletowych, a obsługa podróżnych odbywa się w pociągu.

## Linie kolejowe
- 252 Křižanov - Studenec